# 羅菲 (警員)
羅菲，BM，MBB（英語：Zachary Brian Rolfe），為一名澳洲北領地的警員，任職前為澳洲陸軍步兵，曾駐紮阿富汗。2016年12月，羅菲於澳洲中部愛麗絲泉不顧自身安危，奮勇拯救因暴雨成災而被困的自駕遊旅客，當中包括一名香港及一位台灣籍旅客。羅菲因此事而分別在2018年3月14日獲澳洲總督頒授英勇勳章，以及在同年7月1日獲香港政府頒授銅英勇勳章，而後者更使其成為香港自1997年主權移交以來，首位獲頒勳章的外籍人士。